# Cape Zevgari
Cape Zevgari är en udde i Storbritannien. Den ligger i den sydöstra delen av landet, 3 200 km sydost om huvudstaden London.
Terrängen inåt land är platt. Havet är nära Cape Zevgari åt sydväst.  Närmaste större samhälle är Akrotiri, 4,3 km nordost om Cape Zevgari.